# Puuk (Pidie)
Puuk is een bestuurslaag in het regentschap Pidie van de provincie Atjeh, Indonesië. Puuk telt 415 inwoners (volkstelling 2010).